# 名和氏
名和氏／奈和氏（なわし、なわうじ）は、武家・華族だった日本の氏族のひとつ。中世に伯耆国名和荘を本貫として勢力を張った豪族。南北朝時代には名和長年が南朝方武将として活躍するも戦死し、子孫は肥後国八代郡、さらに同国宇土郡へ移った。近世には柳川藩主立花氏に仕えていたが、近代になると南朝忠臣の末裔の由緒から華族の男爵家に列せられた。

## 伯耆国豪族時代
「名和系図」によれば、名和氏は村上源氏を祖とし、右大臣源師房または権中納言源雅兼の子孫とされる源行明が流罪となって伯耆国汗入郡長田を賜り、長田氏を称したと伝わる。子孫の長年の代に同国名和荘に住したことで名和氏を称するようになった。長年は後醍醐天皇が隠岐を出て伯耆国へ逃れた際にこれを迎えて建武中興に貢献。建武新政下で後醍醐天皇の忠臣として因幡と伯耆2国を領したが、延元元年（1336年）に後醍醐天皇に造反した足利尊氏と京都の東寺合戦で戦い戦死。 その子義高も2年後の同3年/暦応元年（1338年）に和泉国の堺浦合戦で戦死した。
それ以降、長年の孫である顕興が肥後へ移り、古麓城を居城とした。

## 肥後八代時代
顕興は九州下向以後も南朝方として活動し、元中7年/明徳3年（1387年）には征西大将軍良成親王（後征西将軍宮）を高田郷に迎え、高田御所を設けた。だが翌元中8年/明徳4年（1388年）、顕興は九州探題今川了俊に膝を屈し、南朝方の最後となった組織的抵抗を終える
（折口信夫はこの頃、名和氏の一族の一部が琉球国の佐敷に渡り第一尚氏（NAWA⇒NAWO）になったとの説を唱えている。名和氏は肥後の佐敷を1459年に失っている）。
顕興の後、名和氏は17代教長・18代義興と2代にわたって家中に内紛を生じた。長禄3年（1459年）に義興が弑逆（）されると、いまだ幸松丸という幼名を名乗っていた顕忠が相良氏の許へ身を寄せ、11代相良長続の援助によって寛正6年(1465年）、古麓城へ帰還し19代当主となる。
顕忠はこのとき、領国復帰へ尽力してもらった謝礼として八代郡高田郷を相良氏に割譲した。
文明8年（1476年）、相良氏が薩摩国へ出兵した隙に顕忠は高田郷を押領しようとするが、葦北衆の来援によりこの企ては失敗する。しかし当時の相良氏12代当主・相良為続は激怒し、再三にわたって八代を攻撃した。
同16年（1484年）、相良軍によって古麓城は陥落し、顕忠も追放された。その身柄は阿蘇氏の監督下に置かれ、同年、甥の菊池重朝を討とうとして赤熊の戦いで重朝軍に敗北し、同じく阿蘇氏の監督下に入った宇土為光と懇意になり、縁戚関係となる。
明応8年（1499年）、為続が肥後国守護菊池能運と対立して豊福の合戦で敗れ、能運に加勢していた顕忠は念願の八代を奪回する。しかし為続は、文亀元年（1501年）に為光から守護の座を追われた能運を保護し、文亀3年（1503年）守護職奪回の兵を起こして為光を攻め滅ぼし、そのまま八代を攻める。為光に味方していた顕忠は古麓城へ追いつめられ、やがて追い落とされる。顕忠の所領はわずかに益城郡守富庄のみとなり、再び阿蘇氏の監督下に入って木原城へ移った。

## 宇土城主名和氏
菊池系宇土氏の滅亡後、宇土城には菊池氏家臣の城為冬が城代として入城する。しかし永正元年（1504年）、肥後守護菊池能運の急死に伴う混乱で、為冬は宇土城を棄て本国へ帰還した。こうして空城となった宇土城へ入るのが、宇土為光の娘婿であった名和顕忠である（宇土名和氏初代）。以後、対外的には「宇土殿」「伯耆殿」と称された。
顕忠は菊池系宇土氏の時代に阿蘇氏へ割譲された郡浦庄の回復を試みているが、阿蘇氏の抵抗を排除することができないままに推移し、郡浦支配が達成出来るのは天文19年（1550年）、宇土名和氏3代行興の時まで待たねばならなかった。
しかし、もともと守富庄木原城にいた名和氏の政治的動向は漸次北上してくる相良氏へ対抗するため、宇土郡東南部での活動が主であった。特に『八代日記』の記述から豊福領（宇城市松橋町）をめぐって相良氏との抗争が絶えなかったことが知られており、長享元念（1487年）から永禄8年（1565年）までの間に名和氏と相良氏との間で領主が9回も入れ替わっている。
名和氏は以後、行興の子の行憲が宇土名和氏4代として永禄5年（1562年）に家督を継ぐが、行憲は当時わずか7歳であった。このため、行憲の名代の地位をめぐって宇土氏筆頭家老の内河氏と当時豊福城代だった一門衆の名和行直が対立した。永禄7年（1564年）4月、行憲が急死すると両者の対立は激化し、ついに同年5月8日、行直は挙兵して内河氏を追放し権力を掌握して宇土名和氏5代として家督を継承するに至った。行直は元亀2年（1571年）に死去し、家督は子の顕孝が継いだ。墓石はかつての菩提寺だった宗福寺境内にあり、宇土市指定文化財となっている。

## 安土桃山時代～江戸時代
天正15年（1587年）の豊臣秀吉の九州征伐に際して、宇土名和氏6代顕孝は秀吉に降伏し所領を安堵される。しかし、同年に生じた肥後国人一揆に際し、加担はしなかったが援軍にも加わらなかったため、秀吉のとがめを危惧した顕孝は自ら大坂まで赴いて釈明すべく、顕孝の弟でもある顕輝を宇土城代とした。その顕輝も翌天正16年（1588年）4月、宇土城へ来た秀吉軍の城明け渡し要求を拒否して篭城するが敗れ、城外へ逃れるも捕縛され殺害された。こうして、宇土城主としての名和氏はここに滅びた。
一方、顕孝は一揆に加担しなかったこともあり、処罰の対象にはならなかった。しかし、秀吉が小早川隆景に対して顕孝を筑前国の小早川氏の領内に500町の知行で召し抱えるよう命じたことから、名和氏と宇土の支配は完全に切り離されることになった。
顕孝の子の長興は伯耆姓に改姓して柳川藩主立花氏の客分となり、後に客分から家臣へと転じた。寛保2年（1742年）に長庸の代に宇土に改姓し、同年に名和へ復姓している。その後も名和家は柳川藩士として明治維新を迎えた。

## 明治以降
1878年（明治11年）、時の当主である名和長恭が名和氏が南朝の忠臣であったという由緒から名和神社の宮司となり、華族（勲功華族）に列して男爵位を授けられた。
明治31年10月28日に長恭が死去した後、友清貞治の次男で長恭の娘賢子と結婚した長憲が婿養子として家督と爵位を相続。彼は陸軍軍人として少将まで昇進。予備役入り後には貴族院の男爵議員に当選して務めた。また東京府荏原郡大井町長で、同郡町村会会長を務めた。彼の代の昭和前期に名和男爵家の住居は東京市世田谷区弦巻町にあった。長憲が昭和14年7月20日に死去した後、その子長臣（明治22年9月2日生）が家督と爵位を相続。彼の後は長憲の六男の長朋（明治39年11月1日生）がその養子に入って跡を継ぎ、その養子に光道（昭和55年5月30日生）がある。